# Прва лига СР Југославије у ватерполу
Прва А лига СР Југославије у ватерполу је највиша ватерполо лига у СР Југославији. Формирана је 1992. након распада СФР Југославије и расформирања бивше Прве Југословенске лиге у ватерполу. Нижи ранг такмичења је била Друга Б лига. Године 2003. преименована је у Прва А лига Србије и Црне Горе због промене имена државе СР Југославије у Државна заједница Србија и Црна Гора. Прва лига СРЈ/СЦГ у ватерполу престала је да постоји 2006. године након распада заједничке државе Србије и Црне Горе.

## Прваци
| Сезона   | Првак                  | Други                  | Трећи                  |
| -------- | ---------------------- | ---------------------- | ---------------------- |
| 1991/92. | ВК Црвена звезда       | ВК Партизан            | ВК Бечеј               |
| 1992/93. | ВК Црвена звезда       | ВК Партизан            | ВК Приморац            |
| 1993/94. | ВК Будванска ривијера  | ВК Партизан            | ВК Црвена звезда       |
| 1994/95. | ВК Партизан            | ВК Будванска ривијера  | ВК Бечеј               |
| 1995/96. | ВК Бечеј               | ВК Будванска ривијера  | ВК Партизан            |
| 1996/97. | ВК Бечеј               | ВК Партизан            | ВК Будванска ривијера  |
| 1997/98. | ВК Бечеј               | ВК Партизан            | ВК Црвена звезда       |
| 1998/99. | ВК Бечеј               | ВК Партизан            | ВК Црвена звезда       |
| 1999/00. | ВК Бечеј               | ВК Партизан            | ПВК Јадран Херцег Нови |
| 2000/01. | ВК Бечеј               | ПВК Јадран Херцег Нови | ВК Партизан            |
| 2001/02. | ВК Партизан            | ПВК Јадран Херцег Нови | ВК Приморац            |
| 2002/03. | ПВК Јадран Херцег Нови | ВК Приморац            | ВК Партизан            |
| 2003/04. | ПВК Јадран Херцег Нови | ВК Ниш                 | ВК Приморац            |
| 2004/05. | ПВК Јадран Херцег Нови | ВК Партизан            | ВК Приморац            |
| 2005/06. | ПВК Јадран Херцег Нови | ВК Партизан            | ВК Приморац            |

### Успешност клубова
| Клуб                   | Првак | Други | Година првак                       | Година други                                         |
| ---------------------- | ----- | ----- | ---------------------------------- | ---------------------------------------------------- |
| ВК Бечеј               | 6     | –     | 1996, 1997, 1998, 1999, 2000, 2001 | –                                                    |
| ПВК Јадран Херцег Нови | 4     | 2     | 2003, 2004, 2005, 2006             | 2001, 2002                                           |
| ВК Партизан            | 2     | 9     | 1995, 2002                         | 1992, 1993, 1994, 1997, 1998, 1999, 2000, 2005, 2006 |
| ВК Црвена звезда       | 2     | -     | 1992, 1993                         | –                                                    |
| ВК Будванска ривијера  | 1     | 2     | 1994                               | 1995, 1996                                           |
| ВК Приморац            | –     | 1     | -                                  | 2003                                                 |
| ВК Ниш                 | –     | 1     | -                                  | 2004                                                 |